# 萨尔萨斯
萨尔萨斯是葡萄牙布拉干萨区的一个堂区。总面积25.76平方公里，总人口424人，人口密度16.5人/平方公里。